# Jabłonna (Otwock)
Jabłonna – dawniej samodzielna miejscowość, obecnie część (SIMC 0921266) Otwocka, w województwie mazowieckim, w powiecie otwockim. Leży we wschodniej części Otwocka, między Śródborowem a Świerkiem, ok. 1 km na południowy zachód od reaktora jądrowego EWA. Ciągnie się wzdłuż ul. Narutowicza.
W latach 1867–1916 wieś w gminie Glinianka w powiecie (nowo)mińskim. 16 marca 1916, w związku z reorganizacją administracyjną terenów Królestwa Polskiego pod okupacją niemiecką podczas I wojny światowej, Jabłonnę odłączono od gminy Glinianka w powiecie mińskim i włączono ją do powiatu warszawskiego, gdzie została przyłączona do gminy Wiązowna (gminę Wiązowna włączono w całości tego samego dnia do powiatu warszawskiego z powiatu mińskiego).
Po odzyskaniu przez Polskę niepodległości Jabłonna zachowała przynależność do gminy Wiązowna i powiatu warszawskiego w woj. warszawskim. W 1921 roku Jabłonna liczyła 202 stałych mieszkańców.
1 października 1932 od Jabłonny odłączono osadę tabelową Nr. 10, włączając ją do miasta Otwocka w tymże powiecie.
20 października 1933 utworzono gromadę Jabłonna w granicach gminy Wiązowna, składającą się z samej wsi Jabłonna.
Podczas II wojny światowej w Generalnym Gubernatorstwie, w dystrykcie warszawskim. W 1943 gromada Jabłonna liczyła 517 mieszkańców.
1 lipca 1952, w związku z likwidacją powiatu warszawskiego, gminę Wiązowna (z Jabłonną) włączono do nowo utworzonego powiatu  miejsko-uzdrowiskowego Otwock, gdzie gmina ta została przekształcona w jedną z jego ośmiu jednostek składowych – dzielnicę Wiązowna.
Dzielnica Wiązowna przetrwała do końca 1957 roku, czyli do chwili zniesienia powiatu miejsko-uzdrowiskowego Otwock i przekształcenia go w powiat otwocki. 1 stycznia 1958 ze zniesionej dzielnicy Wiązowna (którą równocześnie przekształcono w gromadę Wiązowna) wyłączono Jabłonnę i włączono ją do miasta Otwocka, przez co Jabłonna stała się integralną częścią miasta.